# Johann Michael Bonenberger
Johann Michael Bonenberger (* um 1709 in Ottobeuren, Oberschwaben; † um 1770) war ein schwäbischer Bildhauer. 

## Leben
Nach schwerer Krankheit wurde er 1736 aus dem Konvent der Barmherzigen Brüder in Prag entlassen. Daraufhin zog er nach Niederdorf in Schwaben. Dort ist er bis etwa 1770 nachweisbar. Er fertigte in seiner langen Schaffenszeit Schnitzereien, Büsten, Holzskulpturen und Prozessionsstangen.

## Werke
- Pfarrkirche St. Peter und Paul in Benningen bei Memmingen: Kruzifix mit Assistenzfiguren um 1760/1770
- St. Cyriakus in Niederdorf bei Wolfertschwenden: Orgelprospekt
- Kloster Ottobeuren: Büsten, Schnitzereien, kleine Holzskulpturen und Prozessionsstangen